# Tetraloniella cacuminis
Tetraloniella cacuminis là một loài Hymenoptera trong họ Apidae. Loài này được LaBerge mô tả khoa học năm 2001.